# European Le Mans Series 2021
Osiemnasty sezon serii wyścigowej European Le Mans Series organizowanej przez Automobile Club de l’Ouest (ACO). Rozpoczął się on 18 kwietnia wyścigiem na Circuit de Barcelona-Catalunya, a zakończył się 24 października wyścigiem na Autódromo Internacional do Algarve.
W serii rywalizowały prototypy Le Mans Prototype, w klasach LMP2 i LMP3, oraz wyścigowe grand tourery w klasie LMGTE.
Mistrzostwa zespołów zdobyli: Team WRT (LMP2), DKR Engineering (LMP3) oraz Iron Lynx (LMGTE). Wśród kierowców triumfowali: Robert Kubica, Louis Delétraz i Yifei Ye (LMP2), Laurents Hörr (LMP3), Matteo Cressoni, Rino Mastronardi i Miguel Molina (LMGTE). W dodatkowej klasyfikacji dla zespołów LMP2 Pro-Am zwyciężył G-Drive Racing i jego kierowcy: John Falb oraz Rui Andrade.

## Kalendarz
Kalendarz na sezon 2021 został ogłoszony 8 października 2020 roku. Red Bull Ring powrócił do kalendarza po dwuletniej nieobecności, natomiast Silverstone został usunięty z kalendarza.
| Runda | Wyścig                       | Tor                                | Lokalizacja           | Data            |
| ----- | ---------------------------- | ---------------------------------- | --------------------- | --------------- |
| 1     | 4 Hours of Barcelona         | Circuit de Barcelona-Catalunya     | Montmeló, Hiszpania   | 18 kwietnia     |
| 2     | 4 Hours of the Red Bull Ring | Red Bull Ring                      | Spielberg, Austria    | 16 maja         |
| 3     | 4 Hours of Le Castellet      | Circuit Paul Ricard                | Le Castellet, Francja | 6 czerwca       |
| 4     | 4 Hours of Monza             | Autodromo Nazionale di Monza       | Monza, Włochy         | 11 lipca        |
| 5     | 4 Hours of Spa-Francorchamps | Circuit de Spa-Francorchamps       | Stavelot, Belgia      | 19 września     |
| 6     | 4 Hours of Portimão          | Autódromo Internacional do Algarve | Portimão, Portugalia  | 24 października |

## Zespoły
| Oznaczenia                                                       | Oznaczenia |
| ---------------------------------------------------------------- | ---------- |
| Zgłoszenie na cały sezon - Zdobywa punkty do klasyfikacji sezonu |            |
| Zgłoszenie gościnne - Nie zdobywa punktów do klasyfikacji sezonu |            |

### LMP2
Wszystkie samochody w klasie LMP2 używały silników Gibson GK 428 V8 oraz opon Goodyear. Klasyfikacja LMP2 Pro-Am składała się z zespołów, które w składzie miały kierowców z brązową kategorią FIA.
| Zespół                | Samochód | Nr | K  | Kierowcy               | Rundy     |
| --------------------- | -------- | -- | -- | ---------------------- | --------- |
| IDEC Sport            | Oreca 07 | 17 | PA | Ryan Dalziel           | 1–2, 4    |
| IDEC Sport            | Oreca 07 | 17 | PA | Dwight Merriman        | 1–4       |
| IDEC Sport            | Oreca 07 | 17 | PA | Kyle Tilley            | 1–4       |
| IDEC Sport            | Oreca 07 | 17 | PA | Gabriel Aubry          | 3         |
| IDEC Sport            | Oreca 07 | 28 | P2 | Paul-Loup Chatin       | Wszystkie |
| IDEC Sport            | Oreca 07 | 28 | P2 | Paul Lafargue          | Wszystkie |
| IDEC Sport            | Oreca 07 | 28 | P2 | Patrick Pilet          | 1–2, 4–6  |
| IDEC Sport            | Oreca 07 | 28 | P2 | Jean-Éric Vergne       | 3         |
| DragonSpeed USA       | Oreca 07 | 21 | PA | Ben Hanley             | 1–4       |
| DragonSpeed USA       | Oreca 07 | 21 | PA | Henrik Hedman          | 1–4       |
| DragonSpeed USA       | Oreca 07 | 21 | PA | Ricky Taylor           | 1         |
| DragonSpeed USA       | Oreca 07 | 21 | PA | Gustavo Menezes        | 2–3       |
| DragonSpeed USA       | Oreca 07 | 21 | PA | Juan Pablo Montoya     | 4         |
| United Autosports     | Oreca 07 | 22 | P2 | Jonathan Aberdein      | Wszystkie |
| United Autosports     | Oreca 07 | 22 | P2 | Tom Gamble             | Wszystkie |
| United Autosports     | Oreca 07 | 22 | P2 | Philip Hanson          | Wszystkie |
| United Autosports     | Oreca 07 | 32 | P2 | Nico Jamin             | Wszystkie |
| United Autosports     | Oreca 07 | 32 | P2 | Manuel Maldonado       | Wszystkie |
| United Autosports     | Oreca 07 | 32 | P2 | Job van Uitert         | Wszystkie |
| Algarve Pro Racing    | Oreca 07 | 24 | P2 | Richard Bradley        | Wszystkie |
| Algarve Pro Racing    | Oreca 07 | 24 | P2 | Ferdinand von Habsburg | Wszystkie |
| Algarve Pro Racing    | Oreca 07 | 24 | P2 | Diego Menchaca         | 1–5       |
| Algarve Pro Racing    | Oreca 07 | 24 | P2 | Sophia Flörsch         | 6         |
| G-Drive Racing        | Aurus 01 | 25 | PA | Rui Andrade            | Wszystkie |
| G-Drive Racing        | Aurus 01 | 25 | PA | John Falb              | Wszystkie |
| G-Drive Racing        | Aurus 01 | 25 | PA | Pietro Fittipaldi      | 1         |
| G-Drive Racing        | Aurus 01 | 25 | PA | Roberto Merhi          | 2–4       |
| G-Drive Racing        | Aurus 01 | 25 | PA | Gustavo Menezes        | 5–6       |
| G-Drive Racing        | Aurus 01 | 26 | P2 | Franco Colapinto       | Wszystkie |
| G-Drive Racing        | Aurus 01 | 26 | P2 | Roman Rusinow          | Wszystkie |
| G-Drive Racing        | Aurus 01 | 26 | P2 | Nyck de Vries          | 1–3, 5–6  |
| G-Drive Racing        | Aurus 01 | 26 | P2 | Mikkel Jensen          | 4         |
| Ultimate              | Oreca 07 | 29 | PA | François Heriau        | 1–4       |
| Ultimate              | Oreca 07 | 29 | PA | Jean-Baptiste Lahaye   | Wszystkie |
| Ultimate              | Oreca 07 | 29 | PA | Matthieu Lahaye        | Wszystkie |
| Ultimate              | Oreca 07 | 29 | PA | Gianluca Giraudi       | 6         |
| Duqueine Team         | Oreca 07 | 30 | P2 | René Binder            | Wszystkie |
| Duqueine Team         | Oreca 07 | 30 | P2 | Tristan Gommendy       | Wszystkie |
| Duqueine Team         | Oreca 07 | 30 | P2 | Memo Rojas             | Wszystkie |
| Racing Team Turkey    | Oreca 07 | 34 | PA | Charlie Eastwood       | Wszystkie |
| Racing Team Turkey    | Oreca 07 | 34 | PA | Salih Yoluç            | Wszystkie |
| Racing Team Turkey    | Oreca 07 | 34 | PA | Harry Tincknell        | 1, 3, 5–6 |
| Racing Team Turkey    | Oreca 07 | 34 | PA | Logan Sargeant         | 2, 4      |
| BHK Motorsport        | Oreca 07 | 35 | P2 | Sergio Campana         | Wszystkie |
| BHK Motorsport        | Oreca 07 | 35 | P2 | Francesco Dracone      | Wszystkie |
| BHK Motorsport        | Oreca 07 | 35 | P2 | Markus Pommer          | Wszystkie |
| Cool Racing           | Oreca 07 | 37 | PA | Antonin Borga          | 1–4       |
| Cool Racing           | Oreca 07 | 37 | PA | Alexandre Coigny       | Wszystkie |
| Cool Racing           | Oreca 07 | 37 | PA | Nicolas Lapierre       | Wszystkie |
| Cool Racing           | Oreca 07 | 37 | PA | Charles Milesi         | 5–6       |
| Graff Racing          | Oreca 07 | 39 | PA | Vincent Capillaire     | 1–4, 6    |
| Graff Racing          | Oreca 07 | 39 | PA | Arnold Robin           | 1–4, 6    |
| Graff Racing          | Oreca 07 | 39 | PA | Maxime Robin           | 1–4, 6    |
| Team WRT              | Oreca 07 | 41 | P2 | Louis Delétraz         | Wszystkie |
| Team WRT              | Oreca 07 | 41 | P2 | Robert Kubica          | Wszystkie |
| Team WRT              | Oreca 07 | 41 | P2 | Yifei Ye               | Wszystkie |
| Panis Racing          | Oreca 07 | 65 | P2 | Julien Canal           | Wszystkie |
| Panis Racing          | Oreca 07 | 65 | P2 | Will Stevens           | Wszystkie |
| Panis Racing          | Oreca 07 | 65 | P2 | Gabriel Aubry          | 1         |
| Panis Racing          | Oreca 07 | 65 | P2 | James Allen            | 2–6       |
| Realteam Racing       | Oreca 07 | 70 | PA | Loïc Duval             | 4         |
| Realteam Racing       | Oreca 07 | 70 | PA | Esteban Garcia         | 4         |
| Jota Sport            | Oreca 07 | 82 | P2 | Sean Gelael            | 4         |
| Jota Sport            | Oreca 07 | 82 | P2 | Jazeman Jaafar         | 4         |
| Racing Team Nederland | Oreca 07 | 92 | PA | Frits van Eerd         | 4         |
| Racing Team Nederland | Oreca 07 | 92 | PA | Giedo van der Garde    | 4         |

| Ikona | Klasyfikacja |
| ----- | ------------ |
| P2    | LMP2         |
| PA    | LMP2 Pro-Am  |

### Innovative car
| Zespół                               | Samochód | Nr | Kierowcy         | Rundy |
| ------------------------------------ | -------- | -- | ---------------- | ----- |
| La Filière Frédéric Sausset by SRT41 | Oreca 07 | 84 | Takuma Aoki      | 1, 3  |
| La Filière Frédéric Sausset by SRT41 | Oreca 07 | 84 | Nigel Bailly     | 1, 3  |
| La Filière Frédéric Sausset by SRT41 | Oreca 07 | 84 | Pierre Sancinéna | 1, 3  |

### LMP3
Wszystkie samochody w klasie LMP3 były napędzane silnikiem Nissan VK56 5.6L V8 oraz korzystały z opon Michelin.
| Zespół                    | Samochód           | Nr | Kierowcy               | Rundy     |
| ------------------------- | ------------------ | -- | ---------------------- | --------- |
| United Autosports         | Ligier JS P320     | 2  | Wayne Boyd             | Wszystkie |
| United Autosports         | Ligier JS P320     | 2  | Edouard Cauhaupe       | Wszystkie |
| United Autosports         | Ligier JS P320     | 2  | Rob Wheldon            | Wszystkie |
| United Autosports         | Ligier JS P320     | 3  | Andrew Bentley         | Wszystkie |
| United Autosports         | Ligier JS P320     | 3  | Duncan Tappy           | Wszystkie |
| United Autosports         | Ligier JS P320     | 3  | Jim McGuire            | Wszystkie |
| DKR Engineering           | Duqueine M30 – D08 | 4  | Laurents Hörr          | Wszystkie |
| DKR Engineering           | Duqueine M30 – D08 | 4  | Alain Berg             | 1         |
| DKR Engineering           | Duqueine M30 – D08 | 4  | Leonard Weiss          | 2         |
| DKR Engineering           | Duqueine M30 – D08 | 4  | Jean-Phillipe Dayrault | 2–3       |
| DKR Engineering           | Duqueine M30 – D08 | 4  | Mathieu de Barbuat     | 4–6       |
| MV2S Racing               | Ligier JS P320     | 5  | Adrien Chila           | Wszystkie |
| MV2S Racing               | Ligier JS P320     | 5  | Christophe Cresp       | Wszystkie |
| MV2S Racing               | Ligier JS P320     | 5  | Fabien Lavergne        | Wszystkie |
| Nielsen Racing            | Ligier JS P320     | 6  | Nick Adcock            | Wszystkie |
| Nielsen Racing            | Ligier JS P320     | 6  | Max Koebolt            | Wszystkie |
| Nielsen Racing            | Ligier JS P320     | 6  | Austin McCusker        | Wszystkie |
| Nielsen Racing            | Ligier JS P320     | 7  | Colin Noble            | Wszystkie |
| Nielsen Racing            | Ligier JS P320     | 7  | Anthony Wells          | Wszystkie |
| Graff Racing              | Ligier JS P320     | 8  | David Droux            | Wszystkie |
| Graff Racing              | Ligier JS P320     | 8  | Sébastien Page         | Wszystkie |
| Graff Racing              | Ligier JS P320     | 8  | Eric Trouillet         | Wszystkie |
| Graff Racing              | Ligier JS P320     | 9  | Matthias Kaiser        | Wszystkie |
| Graff Racing              | Ligier JS P320     | 9  | Rory Penttinen         | Wszystkie |
| Eurointernational         | Ligier JS P320     | 11 | Andrea Dromedari       | 1–5       |
| Eurointernational         | Ligier JS P320     | 11 | Mateusz Kaprzyk        | 1         |
| Eurointernational         | Ligier JS P320     | 11 | Joey Alders            | 2–5       |
| Eurointernational         | Ligier JS P320     | 11 | Cem Bölükbaşı          | 2         |
| Eurointernational         | Ligier JS P320     | 11 | Jacopo Baratto         | 4–5       |
| Eurointernational         | Ligier JS P320     | 11 | Mattia Drudi           | 6         |
| Eurointernational         | Ligier JS P320     | 11 | Antoine Doquin         | 6         |
| Eurointernational         | Ligier JS P320     | 11 | Finn Gehrsitz          | 6         |
| Racing Experience         | Duqueine M30 – D08 | 12 | David Hauser           | 1–5       |
| Racing Experience         | Duqueine M30 – D08 | 12 | Gary Hauser            | Wszystkie |
| Racing Experience         | Duqueine M30 – D08 | 12 | Tom Cloet              | Wszystkie |
| Racing Experience         | Duqueine M30 – D08 | 12 | Guilherme Oliveira     | 6         |
| Inter Europol Competition | Ligier JS P320     | 13 | Martin Hippe           | Wszystkie |
| Inter Europol Competition | Ligier JS P320     | 13 | Ugo de Wilde           | Wszystkie |
| Inter Europol Competition | Ligier JS P320     | 13 | Julien Falchero        | 1         |
| Inter Europol Competition | Ligier JS P320     | 13 | Ulysse de Pauw         | 2–3       |
| Inter Europol Competition | Ligier JS P320     | 13 | Mattia Pasini          | 4         |
| Inter Europol Competition | Ligier JS P320     | 13 | Aidan Read             | 5         |
| Inter Europol Competition | Ligier JS P320     | 13 | Adam Eteki             | 6         |
| Inter Europol Competition | Ligier JS P320     | 14 | Mattia Pasini          | 1–3, 5    |
| Inter Europol Competition | Ligier JS P320     | 14 | Julius Adomavicius     | 1, 3–4    |
| Inter Europol Competition | Ligier JS P320     | 14 | Alessandro Bracalente  | 1         |
| Inter Europol Competition | Ligier JS P320     | 14 | Mateusz Kaprzyk        | 2–6       |
| Inter Europol Competition | Ligier JS P320     | 14 | Gustas Grinbergas      | 2         |
| Inter Europol Competition | Ligier JS P320     | 14 | Erwin Creed            | 4         |
| Inter Europol Competition | Ligier JS P320     | 14 | Marius Zug             | 4         |
| Inter Europol Competition | Ligier JS P320     | 14 | Nicolas Pino           | 5–6       |
| Inter Europol Competition | Ligier JS P320     | 14 | Patryk Krupiński       | 6         |
| RLR MSport                | Ligier JS P320     | 15 | Mike Benham            | Wszystkie |
| RLR MSport                | Ligier JS P320     | 15 | Alex Kapadia           | Wszystkie |
| RLR MSport                | Ligier JS P320     | 15 | Malthe Jakobsen        | Wszystkie |
| 1 AIM Villorba Corse      | Ligier JS P320     | 18 | Alessandro Bressan     | Wszystkie |
| 1 AIM Villorba Corse      | Ligier JS P320     | 18 | Damiano Fioravanti     | Wszystkie |
| 1 AIM Villorba Corse      | Ligier JS P320     | 18 | Andreas Laskaratos     | Wszystkie |
| Cool Racing               | Ligier JS P320     | 19 | Nicolas Maulini        | Wszystkie |
| Cool Racing               | Ligier JS P320     | 19 | Niklas Krütten         | Wszystkie |
| Cool Racing               | Ligier JS P320     | 19 | Matthew Bell           | Wszystkie |
| Team Virage               | Ligier JS P320     | 20 | Charles Crews          | 1–5       |
| Team Virage               | Ligier JS P320     | 20 | Garett Grist           | 1–5       |
| Team Virage               | Ligier JS P320     | 20 | Rob Hodes              | Wszystkie |
| Team Virage               | Ligier JS P320     | 20 | Alex Fontana           | 6         |
| Team Virage               | Ligier JS P320     | 20 | Julien Gerbi           | 6         |
| Saintéloc Junior Team     | Ligier JS P320     | 42 | Fabien Michal          | 6         |
| Saintéloc Junior Team     | Ligier JS P320     | 42 | Lucas Legeret          | 6         |

### LMGTE
Wszystkie samochody w klasie LMGTE korzystały z opon Goodyear.
| Zespół             | Samochód                 | Silnik                       | Nr  | Kierowcy               | Rundy     |
| ------------------ | ------------------------ | ---------------------------- | --- | ---------------------- | --------- |
| Spirit of Race     | Ferrari 488 GTE Evo      | Ferrari F154CB 3.9L Turbo V8 | 55  | Duncan Cameron         | Wszystkie |
| Spirit of Race     | Ferrari 488 GTE Evo      | Ferrari F154CB 3.9L Turbo V8 | 55  | Matt Griffin           | 1–3, 5–6  |
| Spirit of Race     | Ferrari 488 GTE Evo      | Ferrari F154CB 3.9L Turbo V8 | 55  | David Perel            | Wszystkie |
| Spirit of Race     | Ferrari 488 GTE Evo      | Ferrari F154CB 3.9L Turbo V8 | 55  | Alessandro Pier Guidi  | 4         |
| Iron Lynx          | Ferrari 488 GTE Evo      | Ferrari F154CB 3.9L Turbo V8 | 60  | Paolo Ruberti          | Wszystkie |
| Iron Lynx          | Ferrari 488 GTE Evo      | Ferrari F154CB 3.9L Turbo V8 | 60  | Claudio Schiavoni      | Wszystkie |
| Iron Lynx          | Ferrari 488 GTE Evo      | Ferrari F154CB 3.9L Turbo V8 | 60  | Giorgio Sernagiotto    | Wszystkie |
| Iron Lynx          | Ferrari 488 GTE Evo      | Ferrari F154CB 3.9L Turbo V8 | 80  | Matteo Cressoni        | Wszystkie |
| Iron Lynx          | Ferrari 488 GTE Evo      | Ferrari F154CB 3.9L Turbo V8 | 80  | Rino Mastronardi       | Wszystkie |
| Iron Lynx          | Ferrari 488 GTE Evo      | Ferrari F154CB 3.9L Turbo V8 | 80  | Miguel Molina          | Wszystkie |
| Iron Lynx          | Ferrari 488 GTE Evo      | Ferrari F154CB 3.9L Turbo V8 | 83  | Rahel Frey             | Wszystkie |
| Iron Lynx          | Ferrari 488 GTE Evo      | Ferrari F154CB 3.9L Turbo V8 | 83  | Michelle Gatting       | Wszystkie |
| Iron Lynx          | Ferrari 488 GTE Evo      | Ferrari F154CB 3.9L Turbo V8 | 83  | Manuela Gostner        | 1–4       |
| Iron Lynx          | Ferrari 488 GTE Evo      | Ferrari F154CB 3.9L Turbo V8 | 83  | Sarah Bovy             | 5–6       |
| AF Corse           | Ferrari 488 GTE Evo      | Ferrari F154CB 3.9L Turbo V8 | 61† | Franck Dezoteux        | 6         |
| AF Corse           | Ferrari 488 GTE Evo      | Ferrari F154CB 3.9L Turbo V8 | 61† | Pierre Ragues          | 6         |
| AF Corse           | Ferrari 488 GTE Evo      | Ferrari F154CB 3.9L Turbo V8 | 61† | Côme Ledogar           | 6         |
| AF Corse           | Ferrari 488 GTE Evo      | Ferrari F154CB 3.9L Turbo V8 | 88  | Emmanuel Collard       | 2–6       |
| AF Corse           | Ferrari 488 GTE Evo      | Ferrari F154CB 3.9L Turbo V8 | 88  | François Perrodo       | 2–6       |
| AF Corse           | Ferrari 488 GTE Evo      | Ferrari F154CB 3.9L Turbo V8 | 88  | Alessio Rovera         | 2–6       |
| JMW Motorsport     | Ferrari 488 GTE Evo      | Ferrari F154CB 3.9L Turbo V8 | 66  | Jody Fannin            | Wszystkie |
| JMW Motorsport     | Ferrari 488 GTE Evo      | Ferrari F154CB 3.9L Turbo V8 | 66  | Andrea Fontana         | 1–5       |
| JMW Motorsport     | Ferrari 488 GTE Evo      | Ferrari F154CB 3.9L Turbo V8 | 66  | Rodrigo Sales          | Wszystkie |
| JMW Motorsport     | Ferrari 488 GTE Evo      | Ferrari F154CB 3.9L Turbo V8 | 66  | Shaun Thong Wei Fung   | 6         |
| WeatherTech Racing | Porsche 911 RSR-19       | Porsche 4.2 L Flat-6         | 77  | Christian Ried         | Wszystkie |
| WeatherTech Racing | Porsche 911 RSR-19       | Porsche 4.2 L Flat-6         | 77  | Gianmaria Bruni        | 1, 3–4, 6 |
| WeatherTech Racing | Porsche 911 RSR-19       | Porsche 4.2 L Flat-6         | 77  | Jaxon Evans            | 1         |
| WeatherTech Racing | Porsche 911 RSR-19       | Porsche 4.2 L Flat-6         | 77  | Cooper MacNeil         | 2–6       |
| WeatherTech Racing | Porsche 911 RSR-19       | Porsche 4.2 L Flat-6         | 77  | Matt Campbell          | 2, 5      |
| Proton Competition | Porsche 911 RSR-19       | Porsche 4.2 L Flat-6         | 93  | Michael Fassbender     | Wszystkie |
| Proton Competition | Porsche 911 RSR-19       | Porsche 4.2 L Flat-6         | 93  | Felipe Fernandez Laser | 1–2, 4–6  |
| Proton Competition | Porsche 911 RSR-19       | Porsche 4.2 L Flat-6         | 93  | Richard Lietz          | Wszystkie |
| Proton Competition | Porsche 911 RSR-19       | Porsche 4.2 L Flat-6         | 93  | Jaxon Evans            | 3         |
| TF Sport           | Aston Martin Vantage AMR | Aston Martin 4.0 L Turbo V8  | 95  | Ollie Hancock          | Wszystkie |
| TF Sport           | Aston Martin Vantage AMR | Aston Martin 4.0 L Turbo V8  | 95  | John Hartshorne        | Wszystkie |
| TF Sport           | Aston Martin Vantage AMR | Aston Martin 4.0 L Turbo V8  | 95  | Ross Gunn              | 1, 3–6    |
| TF Sport           | Aston Martin Vantage AMR | Aston Martin 4.0 L Turbo V8  | 95  | Jonathan Adam          | 2         |

## Wyniki
Pogrubienie oznacza zwycięzców wyścigu bez podziału na kategorie.
| Runda | Tor               | Pole position                                    | Zwycięzcy LMP2                               | Zwycięzcy LMP2 Pro-Am                                | Zwycięzcy LMP3                              | Zwycięzcy LMGTE                                  | Wyniki szczegółowe  |
| ----- | ----------------- | ------------------------------------------------ | -------------------------------------------- | ---------------------------------------------------- | ------------------------------------------- | ------------------------------------------------ | ------------------- |
| 1     | Catalunya         | #26 G-Drive Racing                               | #41 Team WRT                                 | #29 Ultimate                                         | #19 Cool Racing                             | #80 Iron Lynx                                    | Kwalifikacje Wyścig |
| 1     | Catalunya         | Franco Colapinto Roman Rusinow Nyck de Vries     | Louis Delétraz Robert Kubica Yifei Ye        | François Heriau Jean-Baptiste Lahaye Matthieu Lahaye | Nicolas Maulini Matthew Bell Niklas Krütten | Matteo Cressoni Rino Mastronardi Miguel Molina   | Kwalifikacje Wyścig |
| 2     | Red Bull Ring     | #34 Racing Team Turkey                           | #41 Team WRT                                 | #25 G-Drive Racing                                   | #19 Cool Racing                             | #88 AF Corse                                     | Kwalifikacje Wyścig |
| 2     | Red Bull Ring     | Charlie Eastwood Salih Yoluç Logan Sargeant      | Louis Delétraz Robert Kubica Yifei Ye        | Rui Andrade John Falb Roberto Merhi                  | Nicolas Maulini Matthew Bell Niklas Krütten | Emmanuel Collard François Perrodo Alessio Rovera | Kwalifikacje Wyścig |
| 3     | Le Castellet      | #26 G-Drive Racing                               | #26 G-Drive Racing                           | #34 Racing Team Turkey                               | #4 DKR Engineering                          | #80 Iron Lynx                                    | Kwalifikacje Wyścig |
| 3     | Le Castellet      | Franco Colapinto Roman Rusinow Nyck de Vries     | Franco Colapinto Roman Rusinow Nyck de Vries | Charlie Eastwood Salih Yoluç Harry Tincknell         | Laurents Hörr Jean-Phillipe Dayraut         | Matteo Cressoni Rino Mastronardi Miguel Molina   | Kwalifikacje Wyścig |
| 4     | Monza             | #26 G-Drive Racing                               | #65 Panis Racing                             | #25 G-Drive Racing                                   | #4 DKR Engineering                          | #55 Spirit of Race                               | Kwalifikacje Wyścig |
| 4     | Monza             | Franco Colapinto Roman Rusinow Mikkel Jensen     | Julien Canal Will Stevens James Allen        | Rui Andrade John Falb Roberto Merhi                  | Laurents Hörr Mathieu de Barbuat            | Duncan Cameron Alessandro Pier Guidi David Perel | Kwalifikacje Wyścig |
| 5     | Spa-Francorchamps | #37 Cool Racing                                  | #41 Team WRT                                 | #37 Cool Racing                                      | #4 DKR Engineering                          | #88 AF Corse                                     | Kwalifikacje Wyścig |
| 5     | Spa-Francorchamps | Alexandre Coigny Nicolas Lapierre Charles Milesi | Louis Delétraz Robert Kubica Yifei Ye        | Alexandre Coigny Nicolas Lapierre Charles Milesi     | Laurents Hörr Mathieu de Barbuat            | Emmanuel Collard François Perrodo Alessio Rovera | Kwalifikacje Wyścig |
| 6     | Portimão          | #37 Cool Racing                                  | #22 United Autosports                        | #37 Cool Racing                                      | #13 Inter Europol Competition               | #80 Iron Lynx                                    | Kwalifikacje Wyścig |
| 6     | Portimão          | Alexandre Coigny Nicolas Lapierre Charles Milesi | Jonathan Aberdein Tom Gamble Philip Hanson   | Alexandre Coigny Nicolas Lapierre Charles Milesi     | Martin Hippe Ugo de Wilde Adam Eteki        | Matteo Cressoni Rino Mastronardi Miguel Molina   | Kwalifikacje Wyścig |

## Klasyfikacje
| Pozycja | 1  | 2  | 3  | 4  | 5  | 6 | 7 | 8 | 9 | 10 | P   | PP |
| Punkty  | 25 | 18 | 15 | 12 | 10 | 8 | 6 | 4 | 2 | 1  | 0.5 | 1  |

### LMP2

#### Zespoły
| Poz.                               | Zespół                    | Samochód | CAT | RBR | LEC | MNZ | SPA | POR | Punkty |
| ---------------------------------- | ------------------------- | -------- | --- | --- | --- | --- | --- | --- | ------ |
| 1                                  | #41 Team WRT              | Oreca 07 | 1   | 1   | 5   | 4   | 1   | 2   | 118    |
| 2                                  | #22 United Autosports     | Oreca 07 | 3   | 7   | 2   | 2   | 8   | 1   | 86     |
| 3                                  | #65 Panis Racing          | Oreca 07 | 2   | 14  | 8   | 1   | 3   | 4   | 74.5   |
| 4                                  | #26 G-Drive Racing        | Oreca 07 | 4   | 2   | 1   | 8   | NS  | 5   | 74     |
| 5                                  | #30 Duqueine Team         | Oreca 07 | 6   | 9   | 4   | 5   | 2   | NS  | 52     |
| 6                                  | #25 G-Drive Racing        | Oreca 07 | 7   | 3   | 10  | 6   | 7   | 8   | 42     |
| 7                                  | #28 IDEC Sport            | Oreca 07 | 8   | 6   | 9   | 9   | 6   | 7   | 32     |
| 8                                  | #34 Racing Team Turkey    | Oreca 07 | 15  | 4   | 6   | 7   | NS  | WYC | 29.5   |
| 9                                  | #32 United Autosports     | Oreca 07 | 9   | 16  | 3   | WYC | 5   | 10  | 28.5   |
| 10                                 | #24 Algarve Pro Racing    | Oreca 07 | 11  | 8   | 7   | 9   | NS  | 3   | 27.5   |
| 11                                 | #37 Cool Racing           | Oreca 07 | 10  | 10  | 12  | 12  | 4   | 6   | 25     |
| 12                                 | #29 Ultimate              | Oreca 07 | 5   | 5   | 13  | 11  | 10  | 11  | 23     |
| 13                                 | #35 BHK Motorsport        | Oreca 07 | 13  | 15  | 11  | 18  | 9   | 9   | 6      |
| 14                                 | #39 Graff Racing          | Oreca 07 | 14  | 13  | 14  | 16  | –   | 12  | 2.5    |
| 15                                 | #17 IDEC Sport            | Oreca 07 | 12  | 11  | 15  | 15  | –   | –   | 2      |
| 16                                 | #21 DragonSpeed USA       | Oreca 07 | NS  | 12  | –   | 17  | –   | –   | 1      |
| Zespoły niemogące zdobywać punktów |                           |          |     |     |     |     |     |     |        |
| –                                  | #82 Jota Sport            | Oreca 07 | –   | –   | –   | 3   | –   | –   | –      |
| –                                  | #92 Racing Team Nederland | Oreca 07 | –   | –   | –   | 13  | –   | –   | –      |
| –                                  | #70 Realteam Racing       | Oreca 07 | –   | –   | –   | 14  | –   | –   | –      |
| Poz.                               | Zespół                    | Samochód | CAT | RBR | LEC | MNZ | SPA | POR | Punkty |

| Legenda     | Legenda                  |
| Oznaczenie  | Wyjaśnienie              |
| ----------- | ------------------------ |
| Złoty       | Zwycięstwo               |
| Srebrny     | 2. miejsce               |
| Brązowy     | 3. miejsce               |
| Zielony     | Miejsce punktowane       |
| Niebieski   | Miejsce niepunktowane    |
| Niebieski   | Niesklasyfikowany (NS)   |
| Różowy      | Nie ukończył (NU)        |
| Czarny      | Zdyskwalifikowany (DK)   |
| Czarny      | Wykluczony (WYK)         |
| Biały       | Nie wystartował (NW)     |
| Biały       | Wyścig odwołany (OD)     |
| Bez koloru  | Wycofany (WYC)           |
| Bez koloru  | Nie został zgłoszony (–) |
| Pogrubienie | Pole position            |

#### Kierowcy
Pierwsza piątka klasyfikacji kierowców LMP2:
| Poz. | Kierowca                                   | CAT | RBR | LEC | MNZ | SPA | POR | Punkty |
| ---- | ------------------------------------------ | --- | --- | --- | --- | --- | --- | ------ |
| 1    | Louis Delétraz Robert Kubica Yifei Ye      | 1   | 1   | 5   | 4   | 1   | 2   | 118    |
| 2    | Jonathan Aberdein Philip Hanson Tom Gamble | 3   | 7   | 2   | 2   | 8   | 1   | 86     |
| 3    | Julien Canal Will Stevens                  | 2   | 14  | 8   | 1   | 3   | 4   | 74.5   |
| 4    | Franco Colapinto Roman Rusinow             | 4   | 2   | 1   | 8   | NS  | 5   | 74     |
| 5    | Nyck de Vries                              | 4   | 2   | 1   | –   | NS  | 5   | 67     |
| Poz. | Kierowca                                   | CAT | RBR | LEC | MNZ | SPA | POR | Punkty |

### LMP2 Pro-Am

#### Zespoły
| Poz. | Zespół                 | Samochód | CAT | RBR | LEC | MNZ | SPA | POR | Punkty |
| ---- | ---------------------- | -------- | --- | --- | --- | --- | --- | --- | ------ |
| 1    | #25 G-Drive Racing     | Oreca 07 | 2   | 1   | 2   | 1   | 2   | 2   | 122    |
| 2    | #37 Cool Racing        | Oreca 07 | 3   | 4   | 3   | 4   | 1   | 1   | 106    |
| 3    | #29 Ultimate           | Oreca 07 | 1   | 3   | 4   | 3   | –   | 3   | 82     |
| 4    | #34 Racing Team Turkey | Oreca 07 | 6   | 2   | 1   | 2   | NS  | WYC | 70     |
| 5    | #39 Graff Racing       | Oreca 07 | 5   | 7   | 5   | 6   | –   | 4   | 46     |
| 6    | #17 IDEC Sport         | Oreca 07 | 4   | 5   | 6   | 5   | –   | –   | 40     |
| 7    | #21 DragonSpeed USA    | Oreca 07 | NS  | 6   | –   | 7   | –   | –   | 8      |
| Poz. | Zespół                 | Samochód | CAT | RBR | LEC | MNZ | SPA | POR | Punkty |

#### Kierowcy
Pierwsza piątka klasyfikacji kierowców LMP2 Pro-Am:
| Poz. | Kierowca                             | CAT | RBR | LEC | MNZ | SPA | POR | Punkty |
| ---- | ------------------------------------ | --- | --- | --- | --- | --- | --- | ------ |
| 1    | John Falb Rui Andrade                | 2   | 1   | 2   | 1   | 2   | 2   | 122    |
| 2    | Alexandre Coigny Nicolas Lapierre    | 3   | 4   | 3   | 4   | 1   | 1   | 106    |
| 3    | Jean-Baptiste Lahaye Matthieu Lahaye | 1   | 3   | 4   | 3   | –   | 3   | 82     |
| 4    | Charlie Eastwood Salih Yoluç         | 6   | 2   | 1   | 2   | NS  | WYC | 70     |
| 5    | Roberto Merhi                        | –   | 1   | 2   | 1   | –   | –   | 68     |
| Poz. | Kierowca                             | CAT | RBR | LEC | MNZ | SPA | POR | Punkty |

### LMP3

#### Zespoły
| Poz.                               | Zespół                        | Samochód           | CAT | RBR | LEC | MNZ | SPA | POR | Punkty |
| ---------------------------------- | ----------------------------- | ------------------ | --- | --- | --- | --- | --- | --- | ------ |
| 1                                  | #4 DKR Engineering            | Duqueine M30 – D08 | 5   | 8   | 1   | 1   | 1   | 4   | 105    |
| 2                                  | #19 Cool Racing               | Ligier JS P320     | 1   | 1   | 2   | 4   | 2   | 8   | 104    |
| 3                                  | #2 United Autosports          | Ligier JS P320     | 13  | 6   | 3   | 2   | 3   | 2   | 75.5   |
| 4                                  | #13 Inter Europol Competition | Ligier JS P320     | 3   | 4   | NS  | 3   | NS  | 1   | 67     |
| 5                                  | #8 Graff Racing               | Ligier JS P320     | 12  | 3   | 7   | 13  | 4   | 6   | 44     |
| 6                                  | #14 Inter Europol Competition | Ligier JS P320     | 8   | 5   | 6   | 7   | NS  | 7   | 36     |
| 7                                  | #15 RLR MSport                | Ligier JS P320     | 2   | NS  | 4   | 9   | NS  | NS  | 32     |
| 8                                  | #20 Team Virage               | Ligier JS P320     | 7   | NS  | NS  | 5   | 5   | 11  | 27     |
| 9                                  | #9 Graff Racing               | Ligier JS P320     | 14  | 12  | 9   | 14  | 7   | 3   | 24.5   |
| 10                                 | #11 Eurointernational         | Ligier JS P320     | 11  | 2   | 10  | WYC | 11  | 9   | 24     |
| 11                                 | #18 1 AIM Villorba Corse      | Ligier JS P320     | 4   | NS  | NS  | 8   | 6   | NS  | 24     |
| 12                                 | #5 MV2S Racing                | Ligier JS P320     | NS  | 7   | 11  | 6   | NS  | NS  | 14.5   |
| 13                                 | #7 Nielsen Racing             | Ligier JS P320     | 9   | 11  | 5   | NS  | 10  | 14  | 14     |
| 14                                 | #6 Nielsen Racing             | Ligier JS P320     | 6   | 10  | 12  | 12  | 9   | 12  | 12.5   |
| 15                                 | #3 United Autosports          | Ligier JS P320     | 10  | 9   | 13  | 10  | 8   | 10  | 11.5   |
| 16                                 | #12 Racing Experience         | Duqueine M30 – D08 | 15  | NS  | 8   | 11  | WYC | 13  | 5.5    |
| Zespoły niemogące zdobywać punktów |                               |                    |     |     |     |     |     |     |        |
| –                                  | #42 Saintéloc Junior Team     | Ligier JS P320     | –   | –   | –   | –   | –   | 5   | –      |
| Poz.                               | Zespół                        | Samochód           | CAT | RBR | LEC | MNZ | SPA | POR | Punkty |

#### Kierowcy
Pierwsza piątka klasyfikacji kierowców LMP3:
| Poz. | Kierowca                                    | CAT | RBR | LEC | MNZ | SPA | POR | Punkty |
| ---- | ------------------------------------------- | --- | --- | --- | --- | --- | --- | ------ |
| 1    | Laurents Hörr                               | 5   | 8   | 1   | 1   | 1   | 4   | 105    |
| 2    | Matthew Bell Nicolas Maulini Niklas Krütten | 1   | 1   | 2   | 4   | 2   | 7   | 104    |
| 3    | Edouard Cauhaupe Robert Wheldon Wayne Boyd  | 13  | 6   | 3   | 2   | 3   | 2   | 75.5   |
| 4    | Martin Hippe Ugo de Wilde                   | 3   | 4   | NS  | 3   | NS  | 1   | 67     |
| 5    | Mathieu de Barbuat                          | –   | –   | –   | 1   | 1   | 4   | 64     |
| Poz. | Kierowca                                    | CAT | RBR | LEC | MNZ | SPA | POR | Punkty |

### LMGTE

#### Zespoły
| Poz.                               | Zespół                 | Samochód                 | CAT | RBR | LEC | MNZ | SPA | POR | Punkty |
| ---------------------------------- | ---------------------- | ------------------------ | --- | --- | --- | --- | --- | --- | ------ |
| 1                                  | #80 Iron Lynx          | Ferrari 488 GTE Evo      | 1   | 3   | 1   | 2   | 2   | 1   | 126    |
| 2                                  | #55 Spirit of Race     | Ferrari 488 GTE Evo      | 3   | 2   | 2   | 1   | NS  | 4   | 89     |
| 3                                  | #88 AF Corse           | Ferrari 488 GTE Evo      | –   | 1   | 3   | 3   | 1   | 10  | 83     |
| 4                                  | #93 Proton Competition | Porsche 911 RSR-19       | 6   | 4   | 8   | 7   | 4   | 2   | 61     |
| 5                                  | #77 WeatherTech Racing | Porsche 911 RSR-19       | 2   | 6   | 4   | 9   | 7   | 5   | 57     |
| 6                                  | #66 JMW Motorsport     | Ferrari 488 GTE Evo      | 7   | 5   | 6   | 4   | 6   | 6   | 52     |
| 7                                  | #83 Iron Lynx          | Ferrari 488 GTE Evo      | 4   | NS  | NS  | 6   | 3   | 3   | 50     |
| 8                                  | #60 Iron Lynx          | Ferrari 488 GTE Evo      | 5   | 7   | 5   | 5   | 5   | 8   | 50     |
| 9                                  | #95 TF Sport           | Aston Martin Vantage AMR | 8   | 8   | 7   | 8   | 8   | 7   | 30     |
| Zespoły niemogące zdobywać punktów |                        |                          |     |     |     |     |     |     |        |
| –                                  | #61 AF Corse           | Ferrari 488 GTE Evo      | –   | –   | –   | –   | –   | 9   | –      |
| Poz.                               | Zespół                 | Samochód                 | CAT | RBR | LEC | MNZ | SPA | POR | Punkty |

#### Kierowcy
Pierwsza piątka klasyfikacji kierowców LMGTE:
| Poz. | Kierowca                                         | CAT | RBR | LEC | MNZ | SPA | POR | Punkty |
| ---- | ------------------------------------------------ | --- | --- | --- | --- | --- | --- | ------ |
| 1    | Matteo Cressoni Miguel Molina Rino Mastronardi   | 1   | 3   | 1   | 2   | 2   | 1   | 126    |
| 2    | David Perel Duncan Cameron                       | 3   | 2   | 2   | 1   | NS  | 4   | 89     |
| 3    | Alessio Rovera Emmanuel Collard François Perrodo | –   | 1   | 3   | 3   | 1   | 10  | 83     |
| 4    | Matt Griffin                                     | 3   | 2   | 2   | –   | NS  | 4   | 63     |
| 5    | Michael Fassbender Richard Lietz                 | 6   | 4   | 8   | 7   | 4   | 2   | 61     |
| Poz. | Kierowca                                         | CAT | RBR | LEC | MNZ | SPA | POR | Punkty |